# Asociación de baloncesto de China Taipéi
La CTBA (por sus siglas en inglés "Chinese Taipei Basketball Association") es el organismo que rige las competiciones de clubes y la Selección nacional de China Taipéi. Pertenece a la asociación continental FIBA Asia.

## Registros
- 21 Clubes Registrados.
- 90 Jugadoras Autorizadas
- 290 Jugadores Autorizados
- 4219 Jugadores NoAutorizados